# Josef Palham
Josef Palham (* 14. Dezember 1905 in Eisenstadt; † 21. November 1988 ebenda) war ein österreichischer Mittelschulprofessor und Politiker (NSDAP). Palham war verheiratet und 1938 Landesstatthalter im Burgenland.

## Leben
Josef Palham wurde als Sohn des Landwirts Josef Palham aus Eisenstadt geboren. Er besuchte die Volks- und 1. Klasse der Bürgerschule in Eisenstadt und wechselte danach an die Realschule in Sopron bzw. Wiener Neustadt. Palham studierte zwei Semester an der Technischen Hochschule in Wien und studierte danach an der philosophischen Fakultät der Universität Wien. Er trat zum 31. Dezember 1931 der NSDAP bei (Mitgliedsnummer 688.793). 1934 war er als Mittelschulprofessor für Mathematik und Physik tätig. Palham war zwischen 1933 und 1936 mehrfach in politischer Haft, wobei er sowohl in Polizeihaft genommen wurde als auch im Anhaltelager Wöllersdorf interniert war. Er stieg in der NS-Hierarchie zum SA-Brigadeführer auf.
Nach dem „Anschluss Österreichs“ war er vom 13. März 1938 bis zum 1. Oktober 1938 Landesstatthalter des Burgenlandes. Nach der Auflösung des Burgenlandes übernahm Palham das Amt eines Landesrates im Reichsgau Niederdonau, das er zwischen dem 1. Oktober 1938 und dem 1. April 1940 ausübte. Palham leistete zwischen 1940 und 1945 seinen Militärdienst ab. Er geriet in Kriegsgefangenschaft und blieb bis 1948 auf Grund seiner NS-Vergangenheit in Haft. 